# Ярчів
Ярчів, іноді Ярчув (пол. Jarczów) — село в Польщі, у гміні Ярчів Томашівського повіту Люблінського воєводства. Населення складає 374 особи станом на 2011 рік.

## Історія
У 1775 році Ярчів отримав статус міста, який був втрачений у 1869 році.
За даними етнографічної експедиції 1869—1870 років під керівництвом Павла Чубинського, у селі здебільшого проживали греко-католики, усе населення розмовляло українською мовою.
За німецької окупації 1939—1944 років у селі діяла українська школа.
1-5 липня 1947 року під час операції «Вісла» польська армія виселила зі села на приєднані до Польщі північно-західні терени 10 українців. У селі залишилося 202 поляки.
У 1975—1998 роках село належало до Замойського воєводства.

## Церква
Найбільш цінною пам'яткою Ярчева є колишня дерев'яна греко-католицька церква 1755 року, котра розташована поруч з новим парафіяльним костелом. 1875 року вона стала православною, а на межі ХІХ — ХХ століть була перебудована. У 1921 році її відібрали в української громади і перетворили на римо-католицький костел. Унікальність храму в тому, що це єдина збережена на сьогодні церква з дзвіницею над бабинцем на Замойщині.

## Населення
Демографічна структура станом на 31 березня 2011 року:
|          | Загалом | Допрацездатний вік | Працездатний вік | Постпрацездатний вік |
| -------- | ------- | ------------------ | ---------------- | -------------------- |
| Чоловіки | 189     | 39                 | 130              | 20                   |
| Жінки    | 185     | 28                 | 117              | 40                   |
| Разом    | 374     | 67                 | 247              | 60                   |